# Così fan tutte

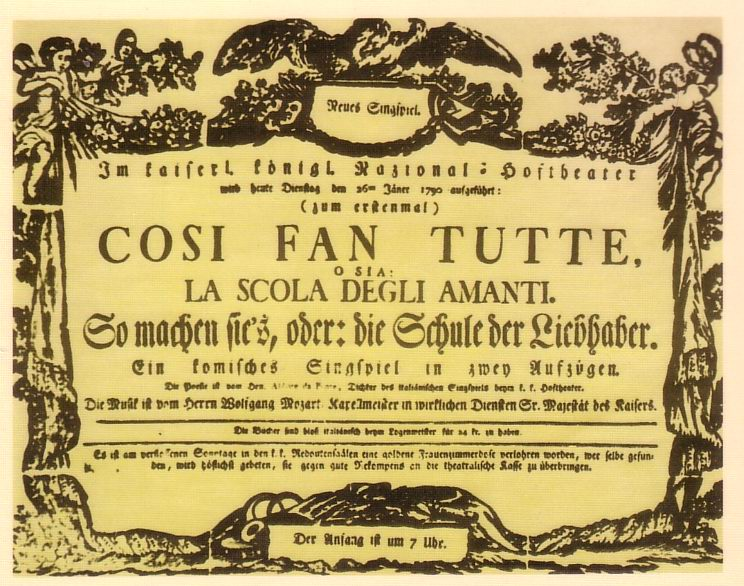
Così fan tutte, eerste uitvoering

Così fan tutte, ossia La scuola degli amanti (KV 588) is een opera van Wolfgang Amadeus Mozart in twee bedrijven naar een Italiaans libretto van Lorenzo da Ponte. De eerste opvoering was op 26 januari 1790 in Wenen en was een groot succes. Omdat keizer Jozef II op 20 februari 1790 overleed werden alle theaters gesloten en werd de opera pas in juni 1790 weer opnieuw opgevoerd. De titel betekent Zo doen alle vrouwen of De school van de minnaars.
Così fan tutte wordt nog steeds regelmatig opgevoerd in de grote operahuizen over de wereld en wordt beschouwd als een van de beste opera's van Mozart. Andere opera's die qua uitvoering en stijl lijken op Così fan tutte zijn Le nozze di Figaro en Don Giovanni, eveneens op libretti van Da Ponte.

## Rolverdeling
- Fiordiligi, geliefde van Guglielmo en zuster van Dorabella - sopraan
- Dorabella, geliefde van Ferrando en zuster van Fiordiligi - mezzosopraan
- Guglielmo, jonge officier - bariton
- Ferrando, jonge officier - tenor
- Despina, bediende - sopraan
- Don Alfonso, vriend van de officieren - bas

## Synopsis
De jonge officieren Guglielmo en Ferrando scheppen bij hun oudere vriend Don Alfonso op over de trouw van hun geliefden. Don Alfonso is van mening dat alle vrouwelijke schepsels in de liefde niet te vertrouwen zijn en wil zijn gelijk bewijzen. De twee officieren willen meewerken aan een weddenschap om hun verloofden te testen en doen net alsof ze direct zijn weggeroepen naar het front. Ze komen terug vermomd als Albanezen, maar weten hun geliefden niet te verleiden om vreemd te gaan. Ze vinden dat ze de weddenschap met Don Alfonso al hebben gewonnen, maar hun oudere vriend vindt het nog te vroeg.
Uiteindelijk beginnen de dames toch een oogje te krijgen op de Albanezen en beginnen te flirten met de vermomde verloofden - de één met de verloofde van de ander. Om de test te voltooien wordt zelfs een dubbele bruiloft gepland! Maar dan houdt de vermomming geen stand meer onder de druk van al de verleidingen en intriges en de vier geliefden pakken de draad van het leven weer op. Resultaat is dat zowel vrouwen als mannen niet in staat zijn om trouw te blijven aan hun geliefde. De opera eindigt met een vrolijke noot waarbij ontrouw irrelevant blijkt te zijn maar vergevingsgezindheid de overhand neemt. Alle hoofdpersonages nemen deel aan het bezingen van de onvoorwaardelijke liefde.
Die Schuldigkeit des ersten Gebotes · Apollo et Hyacinthus · Bastien und Bastienne · La finta semplice · Mitridate · Ascanio in Alba · La Betulia Liberata · Il sogno di Scipione · Lucio Silla · Thamos, König in Ägypten · La finta giardiniera · Il rè pastore · Zaide · Idomeneo · Die Entführung aus dem Serail · L'oca del Cairo · Lo sposo deluso · Der Schauspieldirektor · Le nozze di Figaro · Don Giovanni · Così fan tutte · Die Zauberflöte · La clemenza di Tito
- Bibliothèque nationale de France: cb139152979 (data)
- Catàleg d'autoritats de noms i títols de Catalunya: 981058526875606706
- Gemeinsame Normdatei: 300107331
- Library of Congress Control Number: n79105968
- MusicBrainz work: a1558b7b-702a-4cbf-b9dd-b1ea9ead5621
- Bibliotheek van het Japanse parlement: 033127240
- Nationale Bibliotheek van Israël: 987007581115005171
- Virtual International Authority File: 184677599